# Naissance en 1123
Naissance
- 1119
- 1120
- 1121
- 1122
- 1123
- 1124
- 1125
- 1126
- 1127

Cette page dresse une liste de personnalités nées au cours de l'année 1123 :
- 27 mars : Jin Shizong, empereur de la dynastie Jin.

- Agnès de Venosa, ancienne courtisane italienne, devenue abbesse et considérée comme bienheureuse par l'Église catholique.
- Robert Ier de Dreux, comte de Dreux.
- Judith-Berthe de Hohenstaufen, ou Berthe de Souabe, noble allemande.
- Osbern de Gloucester, moine bénédictin ainsi qu'un lexicographe et théologien.
- Minamoto no Yoshitomo, héros du clan Minamoto dans le Heiji monogatari et le Hōgen monogatari.
- Parakramabahu I, roi de Polonnaruwa, Sri Lanka.

## Crédit d'auteurs
- Cet article est partiellement ou en totalité issu de l'article intitulé « 1123 » (voir la liste des auteurs).